# Taihape karori
Taihape karori är en kräftdjursart som beskrevs av Barnard 1972. Taihape karori ingår i släktet Taihape och familjen Ceinidae. Inga underarter finns listade i Catalogue of Life.